# Parambrata Chatterjee
Parambrata Chatterjee (tiếng Bengal: পরমব্রত চট্টোপাধ্যায়; Sinh ngày 27 tháng 6 năm 1981) Diễn viên Ấn Độ và đạo diễn trong bộ phim và truyền hình.Chatterjee bắt đầu sự nghiệp của mình với truyền hình Bengali và phim ảnh. Ông trở nên nổi tiếng sau khi đóng vai chính trong bộ phim Kahaani; diễn viên chính cùng với Vidya Balan. Parambrata cũng đóng trong Bhalo Theko, mà là Vidya Balan' s phim đầu tay.